# Michele Strogoff (miniserie televisiva 1975)
Michele Strogoff  è uno sceneggiato televisivo del 1975 diretto da Jean-Pierre Decourt e tratto dall'omonimo romanzo di Jules Verne del 1876. Nel ruolo del protagonista l'attore tedesco Raimund Harmstorf.
Nel cast vi sono anche Lorenza Guerrieri, Valerio Popesco e Rada Rassimov.
Lo sceneggiato, una coproduzione francese, tedesca, austriaca, svizzera, ungherese, belga ed italiana, andò in onda in Italia su Rete 1 (l'attuale Rai Uno) in cinque puntate nell'autunno del 1976 (dal 26 settembre al 24 ottobre).
Nella versione andata in onda nell'emittente televisiva tedesca ZDF, venne cancellata la scena finale del ballo a San Pietroburgo, poiché l'allora direttore la ritenne "stonata" rispetto al resto delle vicende

## Trama
Russia, 1876:  in Siberia è in corso una rivolta dei Tartari contro l'Impero russo. Michele Strogov (Raimund Harmstorf) viene così inviato dallo zar Alessandro II (Tibor Tánczos) come corriere ad Irkutsk, per portare un messaggio a Dmitrij, il fratello del regnante.
Durante il lungo tragitto da Mosca alla Siberia, Strogov conosce Nadja Fëdorova (Lorenza Guerrieri), una giovane donna in viaggio per Irkutsk alla ricerca del padre, e se ne innamora, ricambiato dalla ragazza, da poco orfana della madre, e i due proseguono il tragitto fingendosi marito e moglie. Strogov si imbatte però nel tenente colonnello Ivan Ogarev (Valerio Popesco), un russo traditore dello Zar fuggito di prigione con l'aiuto della sua compagna, la zingara Sangarre (Rada Rassimov). Ogarev, essendo di madre tartara, sogna il riscatto del suo popolo e la nascita in Siberia di una repubblica mongola, ma il suo nobile sogno ha di fronte a sé due ostacoli: uno, il suo alleato Feofar Khan, ambizioso capo mongolo dalla mentalità medievale e - appunto - Michele Strogov (abilmente doppiato da Glauco Onorato), un capitano di origine siberiana, altrettanto nobile e strenuo lottatore nel cercare di portare a termine la sua missione. Più di una volta Strogov finisce prigioniero dei Tartari, così come Nadja, la quale si lega, senza saperlo, proprio a Martha Strogov, la madre del corriere dello zar, arrestata nella sua città, Omsk, da un funzionario russo passato ai Tartari.
Riconosciuto tra i prigionieri da Ogarev e dalla sua compagna Sangarre, Strogov assiste alla tortura della madre, che poi morirà tra le braccia di Nadja, e viene accecato dai Tartari, con una spada arroventata. Un disperato attacco russo, permette ai due falsi coniugi di fuggire. Nadja usa i suoi occhi per guidare il corriere dello Zar, ormai demotivato, tanto da arrivare ad esclamare «Quanta gente è morta per me. Solo cadaveri mi lascio alle spalle. Ma è lecito il massacro di tante persone anche se per una causa giusta? E poi è davvero giusta? Che stiamo facendo qui Nadja? Il gran duca Dimitri è un vile, una canaglia, e questa Siberia, dove sono venuto al mondo, era la terra dei Tartari. Ma noi gliela abbiamo strappata. È questa la giustizia, eh Nadia?». La presenza di Nadja permette a Michele di arrivare alla sua meta e alla fine riesce miracolosamente a recuperare la vista, grazie all'incendio del petrolio sul fiume che costeggia Irkutsk, provocato da Ogarev, spacciatosi per corriere dello Zar, che vuole aprire una porta della città ai tartari. Strogov riesce ad uccidere Ogarev nel duello finale, mentre la città, con tre soli cannoni a disposizione riesce a respingere le truppe di Feofar Khan, grazie alla dinamite creata dal padre di Nadja, Alessandro Fëdorov, già assistente di Nobel, che essendo nichilista era esiliato a Irkutsk. L'ultima scena è quella fiabesca di Michele e Nadja, ormai sposati sul serio, che viaggiano su una slitta trainata da cavalli in un paesaggio innevato.

## Analisi
Rispetto al romanzo di Verne, di cui si è ampiamente rispettata la trama, le figure dei personaggi sono state riscritte. Principalmente quella del colonnello Ivan Ogareff, nello sceneggiato, tenente colonnello. Nel romanzo Ogareff è raffigurato come "non meno terribile dei comandanti tartari che egli incitava e consigliava [...] Subdolo per natura ricorreva anche ai più bassi travestimenti, era crudele e occorrendo si sarebbe fatto persino carnefice. Feofar Khan aveva in lui un luogotenente ben degno di assecondarlo, in una guerra tanto feroce." Nello sceneggiato Ogareff è l'anima della rivolta e non un luogotenente di un capo tartaro, tanto che la sua figura ricorda di più quella di Lenin, che entro pochi decenni avrebbe travolto gli zar e creato una repubblica, mentre il crudele Feofar Khan potrebbe in fondo ricordare quella di Stalin.
Ma è il rapporto tra Michele e Nadja che viene totalmente rivisto. Secondo il romanzo, negli uffici dell'intendente di polizia di Nižnij-Novgorod, Michele ritrova la fanciulla con cui aveva fatto il viaggio in treno dalla stazione di Vladimir. "Questa lo guardò per un attimo, e il viso le si illuminò fugacemente alla vista del compagno di viaggio. Si alzò come per un istinto e, come un naufrago che si afferra a un rottame, stava certo per chiedergli aiuto. In quel momento il poliziotto batté sulla spalla di Michele Strogoff. [...] Non erano passati tre minuti quando Michele Strogoff riapparve nella sala, accompagnato da un agente. Aveva in mano il suo podaroshna, che gli avrebbe aperto le vie per la Siberia. Allora si avvicinò alla giovane baltica e, tenendole la mano. «Sorellina…» disse." Nello sceneggiato Nadja, ha da fare un lungo viaggio di fronte a sé e dovrà guadagnarsi da vivere di volta in volta per pagarsi il viaggio, allora Michele, saputo da una zingara come procurarsi documenti falsi, fa una proposta a Nadja: farsi passare come il signore e la signora Ivanoff! 
Lo sceneggiato si presenta come gli spaghetti-western dell'epoca, con inseguimenti a cavallo, sparatorie, lotte tra Russi e Tartari come se fossero cowboy e Pellirosse, con una sceneggiatura dal taglio straordinariamente "fumettistico", tanto da renderlo - appunto per questo - avvincente e attraente come leggersi un episodio di Tex Willer o del Grande Blek. Purtroppo quest'opera ha sulle spalle la "maledizione" di molti altri sceneggiati della Rai-tv, che giacciono da anni nei suoi archivi e chissà quando vedrà di nuovo la luce. Sopravvive solo una versione circolante dapprima su YouTube, ed ora solo su eMule in cui molte scene doppiate sono scomparse e rimpiazzate dalla versione francese con sottotitoli.

## Backstage
- Gli esterni dello sceneggiato furono girati nella puszta, la steppa ungherese, che doveva "riprodurre" la steppa russa[6]

## Colonna sonora
La colonna sonora dello sceneggiato venne composta dal musicista franco-rumeno Vladimir Cosma e comprende i seguenti brani:
1. Thème de Nadia
2. Michel Strogoff
3. Le doute d'Ivan
4. La fougue de Nadia et de Michel
5. Le retour d'Ivan Ogareff
6. La route de Sibérie
7. Les journalistes
8. Ivan Ogareff
9. Aveuglement
10. La fuite de Nadia
11. Danse tartare o Fête des Tartares
12. Nuit à Irkoutsk
13. La mère de Michel
14. Thème de Pigassoff
15. Danse villageoise o Fête villageoise
16. Funérailles
17. Ogareff à Omsk
18. Pleurs dans les steppes
19. Perdus dans la toundra
20. Bal chez le Tsar